# Hanns Müller (Maler)
Johannes Müller, Künstlername Hanns Müller (* 25. März 1901 in Bremen; † 17. März 1999 in Bremen) war ein deutscher Maler.

## Biografie
Müller war der Sohn des Kaffee-, Rohtabak- und Korkimporteurs Heinrich Diedrich Müller und dessen Ehefrau Dorothee (geb. Stürmann). Er besuchte das Reformgymnasium Neues Gymnasium Am Barkhof. 1921 wurde Müller Mitglied im Bremer Kunstverein, 1926 im Bremer Künstlerbund. Vom Wintersemester 1921/22 bis 1926 studierte er an der Bremer Kunstgewerbeschule, u. a. bei Ernst Müller-Scheessel. Werke von ihm wurden ab 1922 in Ausstellungen in Berlin, Bremen, Hannover, Karlsruhe, Köln, Mannheim und Syke gezeigt. Er war 1925/26 Meisterschüler von Willy Menz in dessen Graphikklasse und erhielt ein ausgezeichnetes Abschlusszeugnis. 1927 setzte er sein Studium in Berlin bei Willy Jaeckel fort und besuchte 1928 für drei Monate die Malschule von Hans Hofmann in München. In den folgenden Jahren unternahm er Studienreisen nach Dresden, Hamburg, Hannover und Nürnberg.
Bereits während des Studiums betrieb Müller eine eigene Werkstatt für Gebrauchsgraphik, arbeitete als freier Schriftsteller, schrieb Theaterstücke, Hörspiele, Dramen, Kurzgeschichten und Essays, übersetzte aus dem Altgriechischen, Lateinischen, Französischen, Flämischen, Englischen und betrieb amerikanische Schrifttumsstudien im Bremer Amerika-Haus. In den 1930er Jahren war er als Kunstkritiker bei den Bremer Nachrichten in der Feuilleton-Redaktion tätig, verfasste Beiträge für Zeitschriften wie die Münchener Jugend, den Essener Hellweg, das Berliner Kunstblatt und den Bremer Schünemann-Monat. Außerdem arbeitete er als freier Maler und Graphiker.
Von 1928 bis 1933 war er Mitglied des Reichsverbandes Bildender Künstler, 1934 trat er der Reichskulturkammer bei. Sein künstlerisches Schaffen erfuhr durch den aufkommenden Nationalsozialismus eine tiefgreifende Zäsur und er verwarf oder zerstörte unter dem Druck der nationalsozialistischen Kunstdoktrin in Folge viele seiner Werke selbst, die nicht den Vorgaben der Reichskulturkammer entsprachen. Er nahm von 1935 bis 1938 noch an mehreren Ausstellungen teil, doch im Zuge der Aktion „Entartete Kunst“ wurden 1937 vier seiner Holzschnitte  aus der Kunsthalle Bremen beschlagnahmt, die nicht der nationalsozialistischen Ideologie entsprachen und der avantgardistischen Moderne, der ungegenständlichen modernen Kunst zugeordnet wurden. Sie zeigten eine Nähe zur Abstraktion und Elemente der Neuen Sachlichkeit. In den folgenden Jahren beschäftigte Müller sich daher fast ausschließlich mit literarischen Arbeiten. Wegen seiner kränklichen Verfassung wurde er wegen „völliger Untauglichkeit“ nicht in die Wehrmacht einberufen.
Erst 1949 begann Müller wieder mit dem Aktzeichnen, fertigte unzählige Akte in Aquarell und Ölkreide und beteiligte sich an zahlreichen Ausstellungen, u. a. beim Bremer Künstlerbund, im Graphischen Kabinett sowie in der Kunsthalle Bremen. Ab den 1960er Jahren arbeitete er nur noch privat an Aktstudien und abstrakten Werken, wie etwa um 1980 an einer Postkartenserie mit abstrakten Aquarellen.
Müller führte ab dem Alter von 15 Jahren Tagebuchaufzeichnungen, die er in Stenographie lebenslang fortführte und überarbeitete. Sein malerisches, graphisches, literarisches und feuilletonistisches Werk befindet sich zum Großteil in Privatbesitz. Einige seiner Werke befinden sich im Bestand der Kunsthalle Bremen, im Landesmuseum für Kunst und Kulturgeschichte Oldenburg  und im Altonaer Museum in Hamburg. In der Städtischen Galerie Bremen wurden 2009 in der Ausstellung „entartet“ – beschlagnahmt. Bremer Künstler im Nationalsozialismus auch Arbeiten Müllers gezeigt.

## Werke (Auswahl)

### 1937 als "entartet" aus der Kunsthalle Bremen beschlagnahmte und  vernichtete Holzschnitte
- Eine kleine Modistin (23,8 × 19 cm, 1927)[4]
- Caliban
- Souvenir de mille et une nuit
- Stadtlandschaft

### Weitere Werke (Auswahl)
- Selbstbildnis. 1929 (Öl auf Leinwand)
- Damenporträt mit rotem Hut. Um 1930 (Öl auf Pappe)
- Erinnerung an Tausend und eine Nacht. 1935 (Linolschnitt)
- Vorstadtgärtnerei. 1936 (Linolschnitt)
- Im Grotenhof. O. J. (Öl auf Pappe)[5]

## Ausstellungen
- 1929: Dezember-Ausstellung des Künstlerbundes Bremen, Kunsthalle Bremen
- 1931: November-Ausstellung des Künstlerbundes Bremen, Kunsthalle Bremen
- 1932: Dezember-Ausstellung des Künstlerbundes Bremen, Kunsthalle Bremen
- 1933: Februar-Ausstellung, gemeinsam mit Max Böhlen,  R. v. Harten, Fritz Husmann, Emil Röders, Kunsthalle Bremen
- 1933: November-Ausstellung Die Kunst im Gau Weser-Ems, Kunsthalle Bremen
- 1933: Dezember-Ausstellung: Karl Arste, Heinz Baden, Hinrich Fokken-Esens, Karl Otto Matthaei, Kunsthalle Bremen
- 1933: Juni-Ausstellung des Künstlerbundes Bremen zur Hansemesse Bremen, seine  Landschaft und seine Arbeit, Kunsthalle Bremen
- 1935: August-Ausstellung des Künstlerbundes Bremen, Kunsthalle Bremen
- 1935: Kunstkabinett Maria Kunde, Hamburg
- 1949: Graphische Arbeiten von Mitgliedern des Künstlerbundes Bremen, Kupferstichkabinett der Kunsthalle Bremen
- 1950: Gemälde, Handzeichnungen, Aquarelle u. Plastik, Künstlerbund Bremen, Skulpturensaal Kunsthalle Bremen
- 1952: Gemälde, Plastik, Graphik, Künstlerbund Bremen, Kunsthalle Bremen
- 1959: Bremer Künstlerbund, Kunsthalle Bremen
- 1988: Bremer, Worpsweder und Oldenburger Künstler, Auktionshaus Bolland & Marotz, Bremen, 55. Auktion, 9./10. Dezember 1988, Nr. 689 (Im Grotenhof)
- 2009: „entartet“ – beschlagnahmt. Bremer Künstler im Nationalsozialismus, Städtische Galerie Bremen[3]